# 송석두
송석두(宋錫斗, 1960년 9월 4일 ~ )는 대한민국의 공무원이다. 제31대 강원도 행정부지사를 역임하였다.

## 학력
- 대전고등학교
- 서울대학교 영어영문학 학사
- 서울대학교 행정대학원 행정학 석사

## 경력
| 기간              | 경력                                            |
| ----------------- | ----------------------------------------------- |
| 1988              | 제32회 행정고시 합격                            |
| 1997.12 ~ 1998.08 | 내무부 지방행정국 행정과 서기관                 |
| 1998.08 ~ 1998.09 | 행정자치부 지방재정세제국 재정경제과 서기관     |
| 1998.09 ~ 2001.01 | 충청남도청 정책기획정보실 기획관                |
| 2001.01 ~ 2002.07 | 충청남도청 복지환경국 국장                      |
| 2002.08 ~ 2005.01 | 충청남도청 경제통상국 국장                      |
| 2005.01 ~ 2006.12 | 미국 캘리포니아대학교 버클리캠퍼스 객원연구원   |
| 2007.02 ~ 2007.07 | 행정자치부 부내혁신팀 팀장                      |
| 2007.07 ~ 2009.11 | 대전광역시청 기획관리실 실장                    |
| 2009.11 ~ 2010.11 | 서울G20정상회의준비위원회 운영총괄국 국장       |
| 2010.12 ~ 2011.06 | 대통령실 정무수석실 행정자치비서관실 선임행정관 |
| 2011.06 ~ 2013.03 | 행정안전부 재난안전관리관                       |
| 2013.03 ~ 2013.04 | 안전행정부 재난관리국장                         |
| 2013.04 ~ 2016.01 | 충청남도 행정부지사                             |
| 2016.02 ~ 2017.03 | 대전광역시 행정부시장                           |
| 2017.03 ~ 2019.01 | 제31대 강원도 행정부지사                        |
| 2019.04           | 강원랜드 상임감사                               |
| 2021.07 ~ 현재    | 한국폴리텍대학 특성화대학장                     |